# Megaszport Almati FK
A Megaszport Almati (kazahul: Мегаспорт Алматы Футбол Клубы, magyar átírásban: Megaszport Almati Futbol Klubi) egy megszűnt kazah labdarúgócsapat Almatiból. 
A csapat 2009-ben egyesült az Alma-Ata FK csapatával és Aszatanába tette át székhelyét. Az új egyesület Lokomotiv Asztanaként kezdte meg szereplését az élvonalban.

## Története
A klubot Mega Szport néven 2005-ben alapították Almati városában. A negyedosztályból indult, majd évről évre lépett egy-egy osztályt fentebb. A 2007-ben már a másodosztályban vitézkedő „kék-fehér” gárda előbb a kazah kupa negyeddöntőjébe verekedte magát, majd a megnyerte a másodosztályú pontvadászatot, így három évvel megalakulása után már a legjobbak között versengett. 
Az élvonalban az 5. helyen végzett, majd 2009 elején egyesült a csődbe került másik városi klubbal, az Alma-Ata FK-val. Az új, egyesített csapat székhelye a főváros, Asztana lett, és új néven, Lokomotiv Asztanaként kezdte meg szereplését.
A klub jogutód nélkül szűnt meg.

## Külső hivatkozások
- A csapat adatlapja a klisf.info-n (oroszul)